# Hapsi sve!
Hapsi sve! prvi je koncertni album bosanskohercegovačke rock skupine Zabranjeno pušenje, objavljen 1998. godine u izdanjima Croatia Recordsa i beogradskog A Recordsa.

## Snimanje
Sve pjesme su snimljene na dva koncerta, prvom u Zagrebu u Domu sportova 10. srpnja 1997. godine, te u Metalacu u Sarajevu 25. rujna iste godine.

## Popis pjesama
Izvor: Discogs
| 1.    | »Balada o Pišonji i Žugi«                  | Pozdrav iz zemlje Safari, 1987.                     | 6:13  |
| 2.    | »Lutka sa naslovne strane«                 | Dok čekaš sabah sa šejtanom, 1985.                  | 4:05  |
| 3.    | »Guzonjin sin«                             | Male priče o velikoj ljubavi, 1989.                 | 4:22  |
| 4.    | »Ko te kara nek' ti piše pjesme«           |                                                     | 2:34  |
| 5.    | »Nedelja kada je otišao Hase«              | Dok čekaš sabah sa šejtanom                         | 5:43  |
| 6.    | »Dan republike«                            | Pozdrav iz zemlje Safari                            | 4:52  |
| 7.    | »Na straži pored Prizrena«                 | Male priče o velikoj ljubavi                        | 4:21  |
| 8.    | »Šeki is on the Road Again«                | Das ist Walter, 1984.                               | 4:15  |
| 9.    | »Piccola Storia Di Grande Amore«           | Male priče o velikoj ljubavi                        | 10:02 |
| 10.   | »Fikreta (Posljednja oaza)«                | Pozdrav iz zemlje Safari                            | 4:04  |
| 11.   | »Ibro dirka«                               | Dok čekaš sabah sa šejtanom                         | 8:04  |
| 12.   | »Zenica Blues«                             | Das ist Walter                                      | 2:15  |
| 13.   | »Halid umjesto Halida«                     | Fildžan viška, 1997.                                | 5:10  |
| 14.   | »Tako ti je, mala moja, kad ljubi Bosanac« | Šta bi dao da si na mom mjestu, Bijelo dugme, 1975. | 7:45  |
| 73:45 |                                            |                                                     |       |

## Izvođači i osoblje
Preneseno s omota albuma.
Zabranjeno pušenje
- Marin Gradac Mako – vokal, trombon, prateći vokal
- Davor Sučić – prvi vokal, gitara, prateći vokal
- Mirko Srdić – vokal, recitiranje
- Predrag Bobić – bas-gitara, prateći vokal
- Zoran Stojanović – gitare
- Nedžad Podžić – klavijature, prateći vokal
- Branko Trajkov – bubnjevi
- Bruno Urlić – violina, prateći vokal (Gudački kvartet "Vlahov")

Gostujući glazbenici
- Žana Marendić – vokali (skladba 9.)
- Drago Lokas – usna harmonika
- Marijan Jakić – saksofon
- Ljubica Kelćec – vokali (Vokalni duo "Grlice")
- Kristina Biluš – vokali (Vokalni duo "Grlice")
- Robert Boldižar – violina (Gudački kvartet "Vlahov")
- Nina Sučić – viola (Gudački kvartet "Vlahov")
- Josip Petrač – violončelo (Gudački kvartet "Vlahov")
- Mihovil Karuza – violončelo (Gudački kvartet "Vlahov")

| Produkcija - Davor Sučić – produkcija - Zlaja Hadžić "Jeff" – produkcija, miksanje (Rent-A-Cow Studio u Amsterdamu, Nizozemska) - Alan Ward – mastering (Electric City u Bruxellesu, Belgija) - Amir Bahtijarević – izvršna produkcija - Denis Mujadžić "Denyken" – snimanje - Đani Pervan – snimanje Tehničko osoblje - Dario Vitez – voditelj turneje - Nebojša Stamenković – rasvjeta, ozvučenje - Željko Radočaj – rasvjeta, ozvučenje Dizajn - Dario Vitez – dizajn - Davor Sučić – dizajn - Ivica Propadalo – likovni urednik - Haris Memija – fotografija |